# Sinankylosaurus zhuchengensis
Sinankylosaurus zhuchengensis (lagarto chino acorazado de Zhucheng) es la única especie conocida del género Sinankylosaurus de dinosaurio tireóforo anquilosauriano que vivió a finales del período Cretácico, entre 77.3 y 73.5 millones de años, en el Campaniano, en lo que hoy es Asia. Fue nombrado por Wang et al., 2020. Sinankylosaurus, basado en su pariente Pinacosaurus, habría crecido a unos 5 metros de largo y no habría pesado más de 2 toneladas. Los descriptores explicaron que el descubrimiento de Sinankylosaurus demuestra aún más la similitud entre los dinosaurios del este de Asia y el oeste de América del Norte.
S. zhuchengensis se basa en el holotipo ZJZ-183, un ilion derecho casi completo que fue recuperado del grupo Wangshi, específicamente la Formación Xingezhuang, provincia de Shandong, China alrededor de 2010. A partir de 1964, los paleontólogos realizaron excavaciones a gran escala en Zhucheng y descubrieron una fuente abundante de fósiles de dinosaurios. [4] El fósil fue preparado durante los años siguientes y fue descrito más tarde en 2020.
Sinankylosaurus se conoce de la formación Xingezhuang del sur de China. Se conoce a partir de un solo ilion. Junto a él, en la formación, vivía Sinoceratops, un ceratópsido, Shantungosaurus, un hadrosáurido muy común al que se ha asignado la mayor parte del material, Zhuchengtyrannus, un tiranosáurido asiático relacionado con Tarbosaurus, Zhuchengceratops, un leptoceratopsido asiático, y Huaxiaosaurus,  un posible individuo viejo de Shantungosaurus. Otros posibles restos han sido asignados a Zhuchengosaurus, un probable sinónimo menor de Shantungosaurus, y material tentativamente asignado a Tyrannosaurus.